# Alexander Petrunkevitch
Alexander Ivanovitch Petrunkevitch, född 22 december 1875 i Pliski, guvernementet Tjernigov, död 10 mars 1964 i New Haven, Connecticut, var en rysk-amerikansk zoolog.
Petrunkevitch blev e.o. professor i zoologi vid Yale University i New Haven 1917, hederskurator för spindelsamlingen i American Museum of Natural History i New York. Bland hans skrifter märks Reflections on Heredity (1903), Free Will, A Study in Materialism (1905), Index Catalogue of Spiders of North, Central and South America (1911) samt The Russian Revolution (1917).